# رباهیه
رباهیه  یک منطقهٔ مسکونی در اردن است که در استان امان واقع شده‌است.